# Chiloglanis asymetricaudalis
Chiloglanis asymetricaudalis là một loài cá thuộc họ Mochokidae. Nó được tìm thấy ở Burundi và Tanzania. Môi trường sống tự nhiên của nó là các con sông.